# Ost-Ausschuss der Deutschen Wirtschaft
Ost-Ausschuss der Deutschen Wirtschaft (OA) (з нім. - «Східний комітет німецької економіки») — це німецька зовнішньоторговельна асоціація, що сприяє розвитку економічних відносин між Німеччиною та країнами Центральної та Східної Європи, Південно-Східної Європи, Південного Кавказу та Центральної Азії.
Приблизно 350 компаній-членів асоціації включають такі великі корпорації, як BASF, Deutsche Bank, Deutsche Bahn, Linde, Siemens, Commerzbank і HeidelbergCement, а також сімейні корпорації, такі як Kirchhoff Automotive і Wilo. Крім того, організацію підтримують шість провідних німецьких промислових асоціацій, включаючи Федерацію німецької промисловості та Німецьку торгово-промислову палату.

## Історія
Комітет був утворений у травні 2018 року шляхом злиття двох попередніх асоціацій «Ost-Ausschuss der Deutschen Wirtschaft» (заснована у 1952 році) та «Osteuropaverein der Deutschen Wirtschaft» (з нім. - «Східноєвропейська асоціація німецького бізнесу») (заснована у 1989 році). З травня 2018 року по червень 2020 року асоціація мала скомбіновану назву «Ost-Ausschuss - Osteuropaverein der Deutschen Wirtschaft»; у червні 2020 року вона знову отримала назву своєї старої асоціації-попередниці.

### Східний комітет німецької економіки
«Східний комітет німецької економіки» був першою регіональною ініціативою бізнес-спільноти у Федеративній Республіці Німеччина. Комітет був заснований у 1952 році за пропозицією Федерального міністра економіки Людвіга Ерхарда провідними асоціаціями економічної політики, такими як BDI, DIHK та BGA. Її основним завданням було представляти та підтримувати західнонімецький бізнес у Радянському Союзі та підконтрольних йому країнах РЕВ. До заснування Азійсько-Тихоокеанського комітету (APA) комітет також відповідав за Китай, Монголію, В'єтнам та Північну Корею. Першим головою комітету був Ганс Ройтер (1952-1955). Його змінив Отто Вольф фон Амеронґен, який очолював комітет з 1955 по 2000 рік. На час перебування на посаді Вольфа фон Амеронґена припадає укладення перших торговельних угод Федеративної Республіки з Румунією (1956), Китаєм (1957) та Радянським Союзом (1958), а також, починаючи з 1970 року, угод про будівництво газопроводу з Радянським Союзом. Наступниками Вольфа фон Амеронгена були Клаус Мангольд (2000-2010), Екхард Кордес (2010-2015) та Вольфганг Бюхеле (2015-2018). Після злиття комітету зі «Східноєвропейською асоціацією німецького бізнесу» в травні 2018 року Бюхеле став першим головою спільної регіональної ініціативи.

### Східноєвропейська асоціація німецького бізнесу
«Східноєвропейська асоціація німецького бізнесу» була заснована західнонімецькими купцями в Берліні та Гамбурзі 20 листопада 1989 року. Вона увібрала в себе структури та членів торговельної асоціації, організації-попередниці. Гандельсферайн (з нім. «Handelsverein» - торговельна асоціація), заснована у Бремені в 1968 році. Вона ставила перед собою завдання сприяти економічному обміну між західнонімецькими компаніями та країнами Ради Економічної Взаємодопомоги (РЕВ). Після падіння Берлінського муру в листопаді 1989 року з цієї організації виникла Osteuropa-Verein під керівництвом Хеннера Гельдмахера, представника німецького бізнесу в Берліні, та Детлева Роведдера, який згодом став президентом Treuhandanstalt.
Пізніше асоціація перейменувала себе на «Об'єднання країн Східної та Центральної Європи» (OMV), доки не повернулася до своєї першочергової назви у 2014 році.

### Стосунки зРосією
«Східний комітет німецької економіки» був рішучим прихильником поглиблення економічних відносин з Росією з часів розпаду Радянського Союзу, а також після російської анексії Криму в 2014 році. Поміж іншим, голова комітету Вольфганг Бюхеле закликав до припинення економічних санкцій проти Росії у 2016 році під час російської інтервенції в Сирію, а «Комітет з питань східноєвропейських економічних відносин» був рішучим прихильником проєкту "Північний потік-2", який передбачав будівництво ще одного газопроводу між Німеччиною та Росією. «Східний комітет німецької економіки» та його члени також зайняли проросійські позиції на щорічній Мюнхенській конференції з безпеки, а асоціація до 2022 року організувала популярну щорічну зустріч лідерів німецького бізнесу з президентом Путіним. Однак після російського вторгнення в Україну у 2022 році «Східний комітет німецької економіки» заявив про свою підтримку західних санкцій, які були запроваджені згодом, і засудив вторгнення. У прес-релізі «Східний комітет німецької економіки» виступив проти візових обмежень для російських громадян і привітав той факт, що ЄС продовжує звільняти від санкцій такі сектори, як охорона здоров'я та сільське господарство.

## Завдання
«Східний комітет німецької економіки» є регіональною ініціативою німецького бізнесу для 29 країн Центральної та Східної Європи, Південно-Східної Європи, Південного Кавказу та Центральної Азії. Організація готова підтримати проєкти, налагодити контакти та відповісти на питання щодо виходу на ринки своїх компаній-членів. Асоціація фінансується за рахунок членських внесків і є політично незалежною, але дуже тісно співпрацює з урядом Німеччини та регулярно обмінюється думками з урядами 29 країн-партнерів. Цілі її економічної політики включають усунення торговельних, інвестиційних та візових бар'єрів, сприяння правовій визначеності та дотриманню законодавства, прозорі умови проведення тендерів, загальне покращення умов роботи німецьких компаній у країнах-партнерах та створення спільного економічного простору. Асоціація також прагне до практичного обміну досвідом між компаніями-членами. Асоціація представляє інтереси німецького бізнесу в численних двосторонніх робочих групах, організовує поїздки делегацій та конференції. Органи асоціації включають 5 робочих груп по країнах та регіонах (Центрально-Східна Європа, Південний Кавказ, Південно-Східна Європа, Україна та Центральна Азія) та чотири робочих груп по секторах (агробізнес, забезпечення кваліфікованою робочою силою, охорона здоров'я, логістика/транспортна інфраструктура, міська інфраструктура/енергоефективність).
Асоціація регулярно публікує кілька серій публікацій, включаючи щомісячний бюлетень "Ost-Ausschuss Informationen", щомісячний "Інформаційний бюлетень" , oновлення щодо відновлення України та санкційта та "Щорічник Центральної та Східної Європи". Вона також організовує конференції, семінари та ділові поїздки. На додаток до менших заходів, щороку організовуються три великі події для членів організації: Новорічний прийом (січень/лютий), щорічний захід з Генеральною Асамблеєю (літо), Східноєвропейський бізнес-день (осінь). Гостями цих заходів, окрім членів, є члени Федерального уряду та Бундестагу Німеччини, а також президенти, прем'єр-міністри, міністри та посли країн-членів.

## Організація
Комітет має офіс у Берліні та філію в Гамбурзі. Напрямок діяльності асоціації визначається Виконавчою радою та Президією, а також Генеральною асамблеєю. Почесним головою правління, що складається з дев'яти членів, з вересня 2019 року по травень 2022 року був Олівер Гермес. Відповідно до статуту, скарбником є відповідний виконавчий директор BDI. Правлінню допомагає Президія, що складається з близько 30 представників важливих компаній-членів. Нинішнім виконавчим директором є Міхаель Хармс. Приблизно 29 співробітників берлінського офісу на Гертрауденштрассе, 20 розподілені між п'ятьма регіональними дирекціями (Центрально-Східна Європа, Східна Європа, Росія, Південно-Східна Європа та Центральна Азія), а також відділами преси та зв'язків з громадськістю, управління подіями та кадрів. Офіс у Гамбурзі обслуговує компанії-члени в північному регіоні Німеччини та надає контент-підтримку для тем логістики/транспортної інфраструктури та галузі охорони здоров'я.
У травні 2022 року Олівер Гермес подав у відставку з посади голови комітету з 1 червня 2022 року. Вибори нового Голови були заплановані на Щорічних загальних зборах 8 червня 2022 року. Наразі (станом на 11 вересня 2022 року) головою оголошено пані Катріна Клаас-Мюльхойзер.